# Mikrofossil

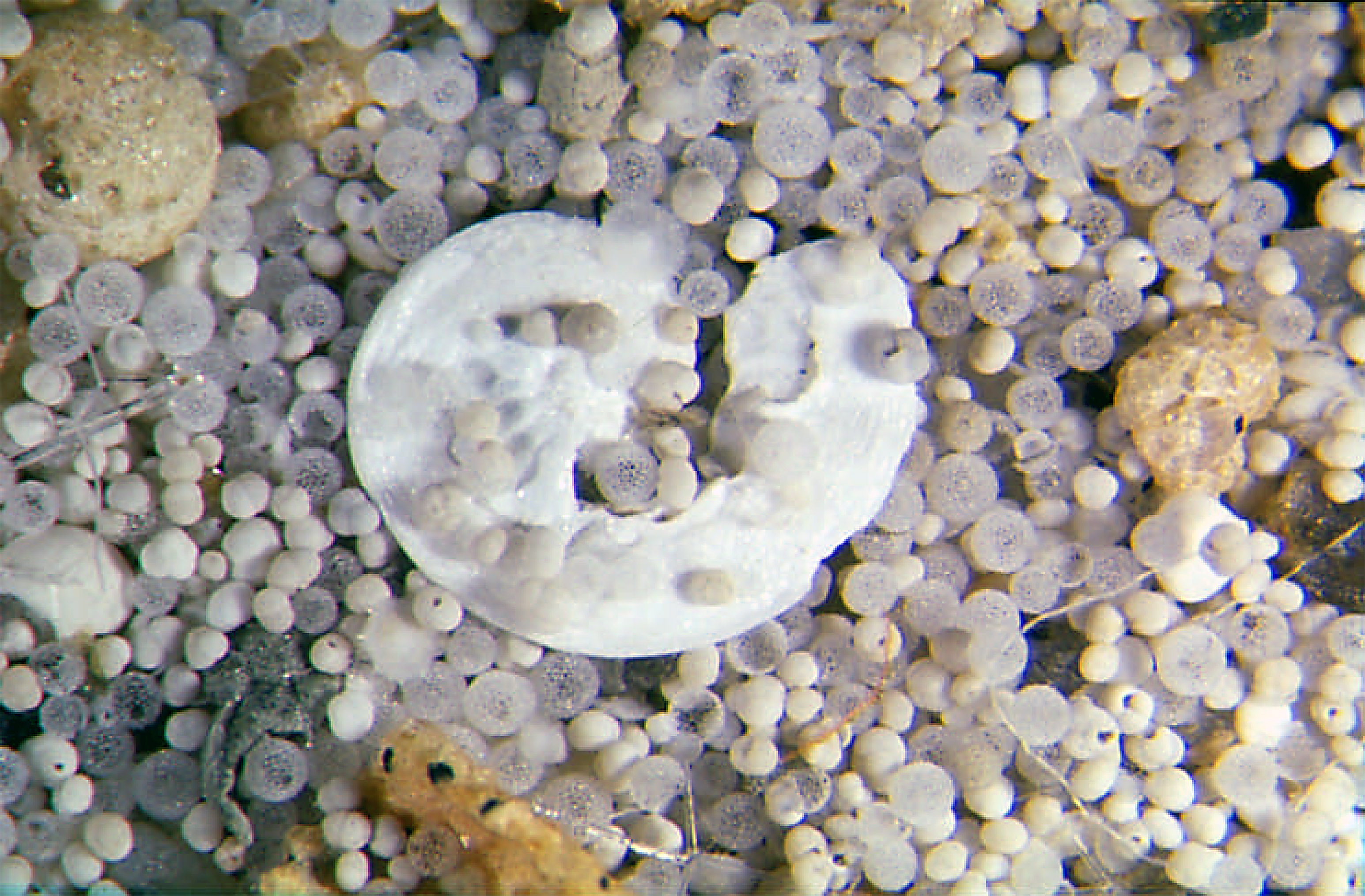
Meso- und Mikrofossilien einer 12.000 Jahre alten Sedimentprobe vom antarktischen Kontinentalhang: Radiolarien (aus amorphem SiO_{2}, die gräulichen, eigentlich transparenten Sphäroiden), Schwammnadeln (ebenfalls aus amorphem SiO_{2}) und Foraminiferen (aus CaCO_{3} und agglutiniertem Silt/Schluff, die größeren und/oder helleren Sphären). Die Breite des Bildausschnittes beträgt etwa 10 mm.

Ein Mikrofossil ist ein Fossil mit einer Größe zwischen drei Hundertstel Millimeter und einem Millimeter. Derartige Überreste aus dem Mikrokosmos werden im Rahmen der Mikropaläontologie mit den Methoden der Lichtmikroskopie untersucht, der Vergrößerungsfaktor liegt dabei zumeist zwischen 5 und 100. Die Grenzen zu den kleineren Nannofossilien und den größeren Makrofossilien sind fließend.

## Mikrofossilgruppen
Zu den Mikrofossilien zählen – abgesehen von den Großforaminiferen – u. a. „Protisten“ (Einzeller mit Zellkern), Tintinniden, Ostrakoden, Tentakuliten sowie bei entsprechender Größe auch isolierte Reste größerer Lebewesen wie Schwammnadeln und Conodonten, Otolithe (Gehörsteinchen), Fischschuppen, Zähne und andere Reste kleiner Wirbeltiere (Mikrovertebraten).

## Geologische Bedeutung
Mikrofossilien sind unentbehrlich für die relative Altersbestimmung (Biostratigraphie) von Sedimentgesteinen vom Kambrium (small shelly fauna) bis heute.
Zudem sind sie wichtige Anzeichen für die Rekonstruktion der Verteilung von Land und Meer (Paläogeographie), für die Erforschung der Ozeane (Paläozeanographie), für die Beschreibung fossiler aquatischer Lebensräume (Paläoumwelt) und für die Klimaentwicklung (Paläoklimatologie) der Erde. Mit Hilfe der temperaturabhängigen Verfärbung von Conodonten (Conodont Alterations Index) lässt sich das thermische Schicksal von Sedimentgesteinen nachvollziehen, ein Umstand, der bei der Suche (Prospektion) nach Erdöl- und Erdgaslagerstätten in der Angewandten Geologie (Lagerstättenkunde) von Bedeutung ist.